# Herouebenkhet
Herouebenkhet est une chanteuse d'Amon sous la XXIe dynastie.

## Généalogie
Son père est Pinedjem II, grand prêtre d'Amon, sa mère Isetemkheb III, chanteuse d'Amon également. Ses deux parents sont les enfants du grand prêtre Menkhéperrê.

## Biographie
Elle portait les titres, entre autres, de « Chanteuse d'Amon-Rê, le roi des dieux », « Deuxième prophétesse de Mout au temple de la naissance », « Troisième prophétesse de Mout la grande » et « Maîtresse d'Isherou ».
Herouebenkhet est connue pour être l'une des nombreux membres de la famille des grands prêtres d'Amon de la XXIe dynastie enterrés dans la Seconde cachette de Deir el-Bahari, ou Cache de Bab el-Gasus. Elle est également connue pour ses objets funéraires, certains situés aujourd'hui au Musée égyptien du Caire : son sarcophage (JE 29738) Livre des morts de 198 cm de long (JE 19323), son Livre de l'Amdouat de 191 cm de long (JE 31986) ; mais aussi à Vienne et à Florence pour ses boîtes à ouchebtis (respectivement référencées KHM 6253 et 8529) ,,,.

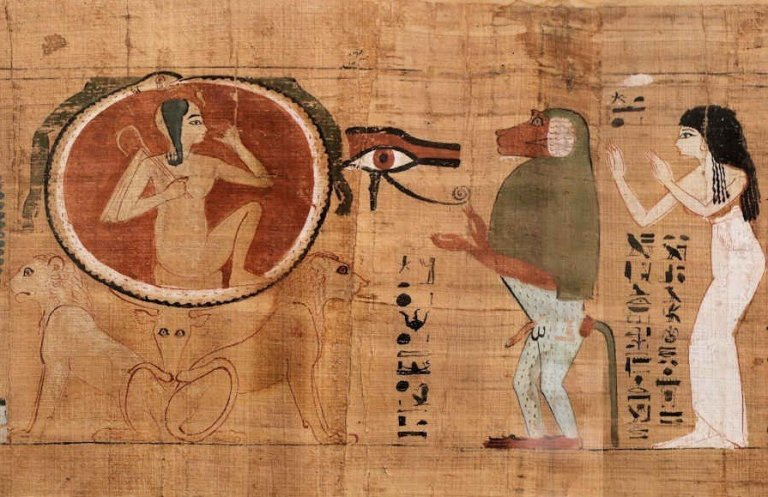
Extrait de son Livre des Morts - Harpocrate représenté dans le disque solaire, reposant sur les lions Aker et entouré d'un Ouroboros.
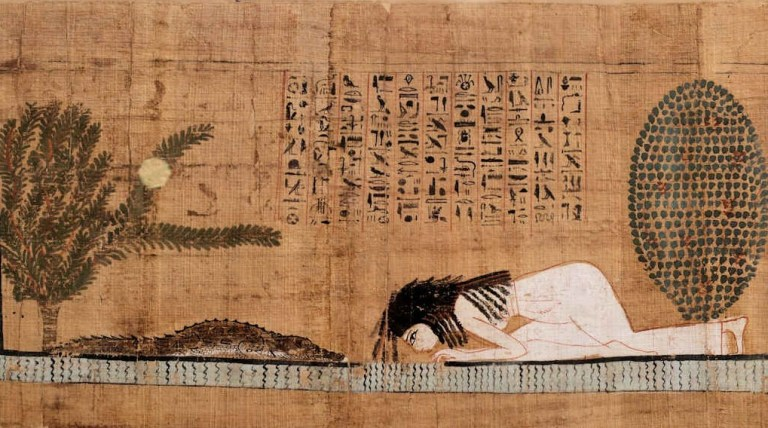
Extrait de son Livre des Morts - Herouebenkhet boit de l'eau devant le dieu Geb sous la forme d'un crocodile.
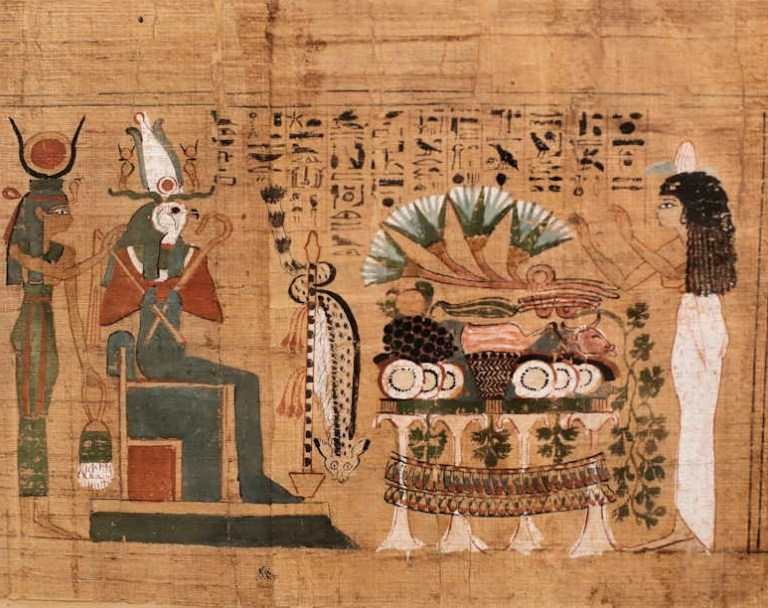
Extrait de son Livre des Morts - Herouebenkhet présente des offrandes à Ptah-Sokar sous sa forme d'Osiris.
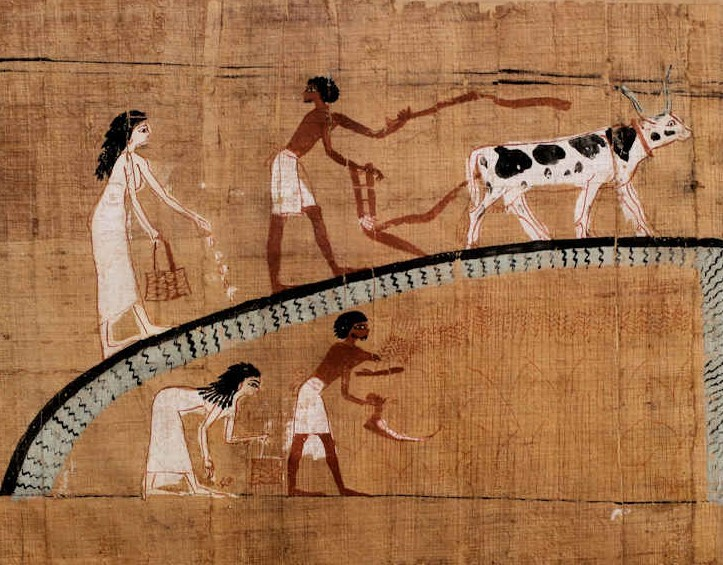
Extrait de son Livre des Morts - Herouebenkhet en train de semer et de récolter
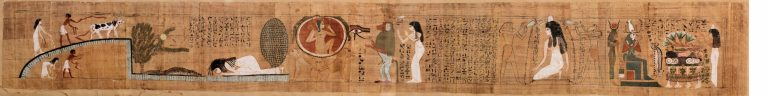
Vue générale du Livre des Morts d'Herouebenkhet